# Bythiospeum noricum
Bythiospeum noricum е вид коремоного от семейство Hydrobiidae. Видът е застрашен от изчезване.

## Разпространение
Разпространен е в Австрия.